# Paul Vageler
Paul Wilhelm Eduard Vageler (Maeken, Preußisch Holland (hoje Pasłęk, Polónia), 30 de outubro de 1882 — São Paulo, Brasil, 3 de dezembro de 1963) foi um pedologista e agrónomo que se dedicou ao estudo do aproveitamento agronómico do solos das regiões tropicais e aos estudos coloniais. Destacou-se por ter presidido à comissão constituída em 1933 para analisar possibilidades de colonização alemã no Brasil, que ficaria conhecida pela "Comissão Vageler".

## Biografia
Vageler nasceu em Maeken, localidade próxima de Königsberg (hoje Kaliningrad), na Prússia Oriental, filho do administrador de um feudo senhorial. Ingressou no ano de 1900 na Universidade de Königsberg (Albertus-Universität Königsberg), o principal centro de formação universitária dos alemães do Báltico, onde estudou Geologia, Pedologia, Química Agrícola e Biologia. Obteve o grau de doutor em 1904 com a defesa da dissertação intitulada Über den Einfluss der Vegetationsperiode und der Düngung auf die chemischen Bestandteile der Kartoffelknollen (Sobre a influência do período de crescimento e adubação sobre os constituintes químicos dos tubérculos de batata). 
Terminados os seus estudos, trabalhou em diversas instituições alemãs de investigação pedológica, dedicando-se ao estudo da fertilidade do solo. Em 1909 foi admitido como especialista do Serviço Colonial do Império (em alemão:  Reichskolonialamt), tendo prosseguido a sua formação, obtendo agregação na Universidade de Königsberg nas especialidades de Química Agrícola e Bacteriologia. Esta nova passagem por Königsberg ocorreu num período de grande exaltação nacionalista, o movimento em prol do Deutschtum, que influenciou decisivamente Vageler.
Terminada a formação foi enviado para o Sudoeste Africano Alemão (actual Namíbia) como conselheiro económico. Em Agosto de 1914 ingressou como oficial miliciano voluntário na Schutztruppe (Forças de Auto-Protecção) da colónia, integrando a expedição enviada para estudo do sul de Angola e que acabou envolvida no incidente de Naulila. Manteve o serviço militar até à rendição da colónia às forças da União Sul-Africana em Março de 1915. Ficou internado como prisioneiro de guerra até ser deportado para a Alemanha em 1919.
Os estudos realizados no sul de Angola e na Namíbia deram origem a alguns artigos científicos relevantes, em particular sobre a geologia daquela região. A sua participação na expedição científica ao sul de Angola, num período de grande tensão internacional motivada pelo dealbar da Primeira Guerra Mundial, associada à sua função militar, fez de Paul Vageler simultaneamente um participante relevante nos incidentes de Naulila entre forças alemãs e portuguesas e uma testemunha qualificada daqueles eventos, autor de um dos mais claros relatos dos eventos, obviamente quando vistos sob a óptica alemã.
Regressado à Alemanha após mais de quatro anos de cativeiro em África, a partir de 1920 Vageler empreendeu várias viagens de investigação pedológica para diversas regiões tropicais, acumulando uma extensa experiência e múltiplos materiais de estudo e dados. Entre 1924 e 1928, trabalhou em Java, então parte das Índias Orientais Neerlandesas, como director de um laboratório de estudos agro-geológicos. Em 1930 ele publicou um livro sobre a pedologia tropical e subtropical, que ainda mantém valor como referência para aquele tipo de solos. Em 1932 publicou uma obra abrangente sobre os catiões e o balanço hídrico do solo mineral em condições tropicais e subtropicais.
Em 1932 foi enviado pelo governo imperial alemão para o Brasil, para estudar em diferentes regiões climáticas as possibilidades de colonização alemã através da fixação de colónias agrícolas compostas por imigrantes alemães e para estabelecer, em cooperação com o governo brasileiro, um serviço de investigação pedológica. A missão da comissão era realizar estudos de terras em diferentes regiões climáticas no sentido de comprovar se eram adequadas para o estabelecimento de colonos alemães.
A partir de 1933, a comissão, que ficaria conhecida como a "Comissão Vageler", dedicou-se a analisar possibilidades de colonização alemã no Brasil, em especial nas vastas terras da Companhia de Viação São Paulo-Matto Grosso.
Em 1934 foi nomeado professor e investigador no Instituto Agronômico de Campinas. Em 1939, com o desencadear da Segunda Guerra Mundial, retornou à Alemanha.
Sobre suas viagens através do continente africano Vageler editou, em plena Segunda Guerra Mundial, um um livro intitulado Afrikanisches Mosaik (Mosaico Africano) que obteve grande popularidade. Naquela obra, o autor exalta o seu papel de poliglota, qual Kara Ben Nemsi, sendo claro o seu compromisso com nazismo e um mal disfarçado racismo. Aliás, a 1 de novembro de 1931 tinha aderido formalmente ao Partido Nacional Socialista dos Trabalhadores Alemães (NSDAP). 
De 1940 a 1945 foi professor e director do Instituto Colonial de Ciência do Solo e Tecnologia Agrária da Universidade de Hamburgo. Vageler dirigiu em 1943, com a Franz Heske, o Departamento Florestal e de Ciência do Solo do Instituto Alemão de Paris, ao tempo cidade sob ocupação alemã.
Em 1948 Vageler voltou para o Brasil, empregando-se como principal conselheiro em matéria de solos e fertilidade do solo da Sociedade Rural Brasileira, de São Paulo, e como professor e investigador do Instituto Agronômico do Norte, no Pará. Através do seu empenho e trabalho dedicado, contribuiu decisivamente para promover a investigação em ciências do solo e a formação de cientistas do solo no Brasil. Já com idade avançada, publicou contribuições científicas e práticas para o conhecimento dos solos brasileiros.
O seu último trabalho publicado surgiu em colaboração com Kurt Renz, em 1957, com um livro sobre a história, o presente e o futuro do Brasil.
O seu nome é recordado na toponímia brasileira, com a "Rua Professor Paul Vageler", em Vila Zat, São Paulo.

## Obras publicadas
Entre muitas outras, Paul Vageler é autor das seguintes obras:
- Bodenkunde. Berlin 1909, 2. Auflage Berlin 1921 = Sammlung Göschen Bd. 455.
- Über die Düngungsfrage in den Deutschen Kolonien. Berlin 1911 = W. Süssrott´s Koloniale Abhandlungen H. 36/37.
- Grundriß der tropischen und subtropischen Bodenkunde für Pflanzer und Studierende. Berlin 1930, 2. verm. Aufl. ebd. 1938.
- Der Kationen- und Wasserhaushalt des Mineralbodens vom Standpunkt der physikalischen Chemie und seine Bedeutung für die land- und forstwirtschaftliche Praxis. Berlin 1932.
- Afrikanisches Mosaik, Verlag Paul Parey, Berlin 1941.
- Die Untersuchung tropischer Böden und ihre Auswertung für die Praxis. Berlin 1942.
- Brasilien. Gigant der Zukunft. Streiflichter und Eindrücke aus Vergangenheit und Gegenwart (gemeinsam mit Kurt Renz). Gotha 1957.